# اکسیژن (فیلم ۱۹۹۹)
«اکسیژن» (انگلیسی: Oxygen (film)) یک فیلم به کارگردانی ریچارد شپارد است که در سال ۱۹۹۹ منتشر شد.

## خلاصه فیلم
یک زن پلیس که به بیماری مازوخیسم دچار شده است سعی می‌کند مشکلاتش را از همسرش که او هم پلیس است، مخفی کند. در همین حین درگیری ماجرای دزدی زن ثروتمندی به وسیله یک تبهکار معروف می‌شود و…

## بازیگران
- مورا تیرنی
- آدرین برودی
- تری کینی
- دیلن بیکر
- لیلا روبینز
- فرانکی فیزن
- جیمز ناتن